# Amphibienschutz

In Deutschland soll das Verkehrszeichen „Amphibienwanderung“ den Schutz der Tiere vor dem Straßenverkehr während der Hauptwanderzeit punktuell verbessern

Zusatzzeichen 1006-37 „Krötenwanderung“ nach § 39 der deutschen StVO

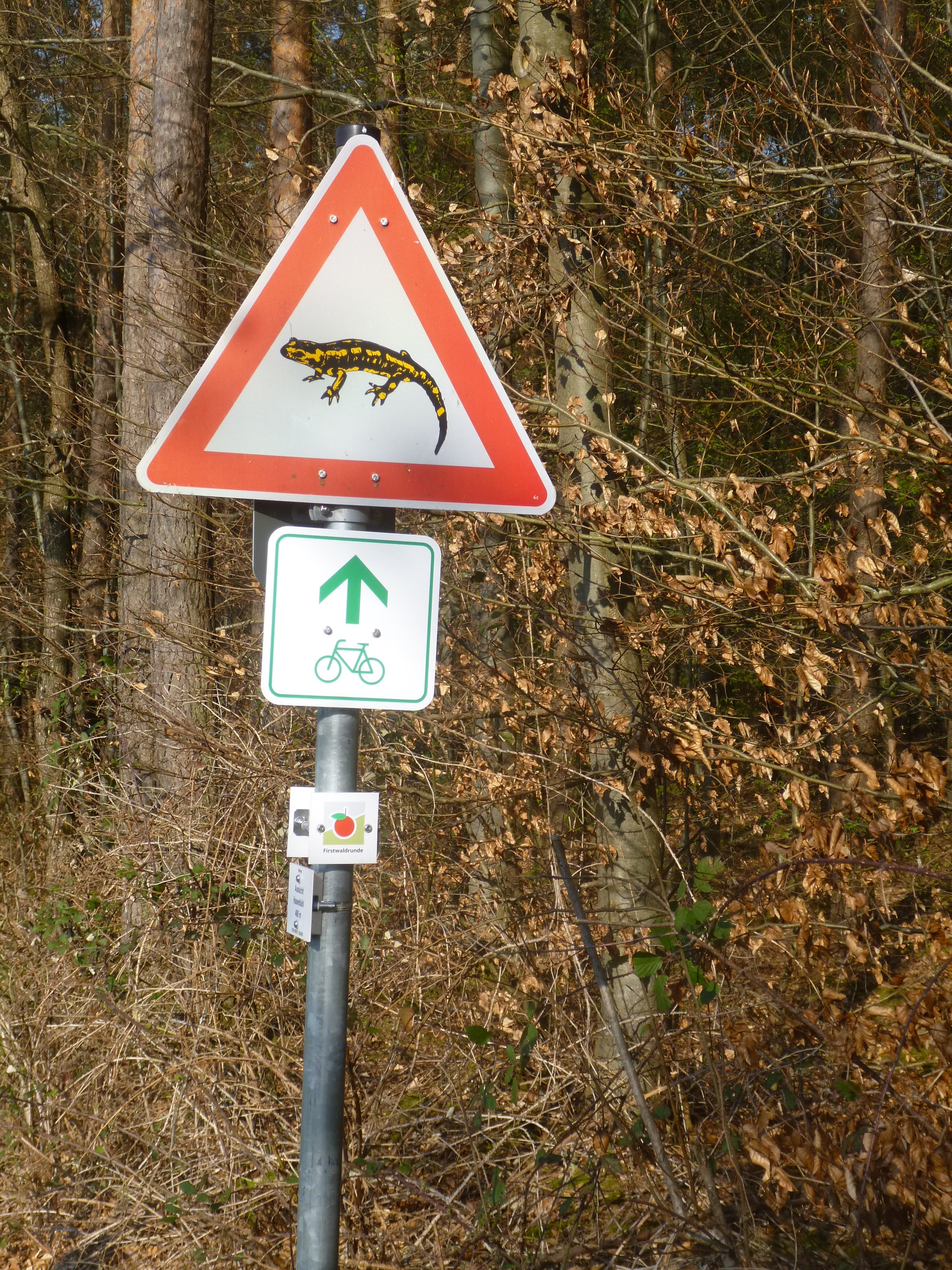
Salamander auf einem Radweg in Baden-Württemberg (2020)

Amphibienschutz bezeichnet Maßnahmen im Artenschutz, deren Zweck es ist, örtliche Populationen von Amphibien (Lurchen) vor dem Erlöschen, im Extremfall Arten vor dem Aussterben zu bewahren.
Amphibienschutz ist ein eigenständiger Arbeitsbereich des Naturschutzes, da es für Amphibien spezifische Gefährdungen und damit verbunden eigene Maßnahmen wie auch behördliche Regelungen gibt. Amphibien sind aufgrund ihrer Lebensweise bis auf wenige Ausnahmen Bewohner verschiedenartiger Biotope (Gewässer und Lebensräume an Land) und damit auf Erhaltung eines funktionierenden Biotopverbunds angewiesen. Zudem sind viele Arten sehr standorttreu und benötigen grundsätzlich großflächige Lebensräume zum Aufbau einer stabilen Population. Für die meisten übrigen Tierarten gibt es dagegen keine speziellen Schutzmaßnahmen, sie werden pauschal über naturschonende Flächennutzungen und über die Ausweisung von geschützten Biotopen und Naturschutzgebieten geschützt.

## Gründe für Amphibienschutz

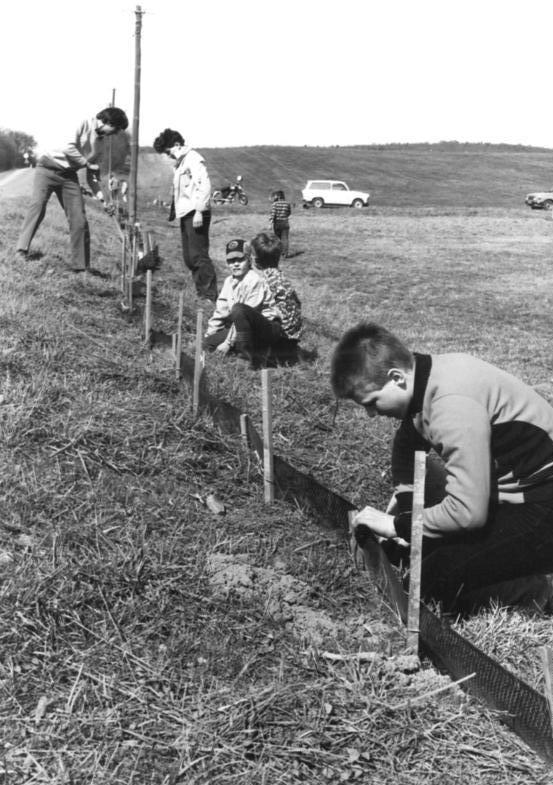
Bau eines Krötenzauns in der DDR

Weltweit sind heute zahlreiche Amphibienarten vom Aussterben bedroht. Gründe hierfür sind der Straßenverkehr, der zum Tod zahlloser Amphibien bei ihren jährlichen Wanderungen zwischen Winterquartier, Laichgewässer und Sommerquartier führt („Straßentod“), der Verlust der Lebensräume der Amphibien (Trockenlegung von Teichen, Zerstörung der Ufervegetation von Gewässern) sowie eine intensive Landwirtschaft, die durch die verwendeten Chemikalien Amphibien schädigt. Kanalisationseinläufe können, wie Erhebungen in Kläranlagen in Deutschland und der Schweiz ergaben, als problematische Amphibienfallen wirken.
In Australien und Südamerika gefährdet zudem der Befall mit dem Chytridpilz Amphibien und hat bereits mehrere Arten ausgerottet. Auch für den menschlichen Verzehr (Froschschenkel) werden Amphibienbestände teils bis zur Ausrottung bejagt.
In der Bundesrepublik Deutschland stehen seit 1980 alle einheimischen Amphibienarten nach BNatSchG unter Artenschutz, selbst wenn sie in ihrem Bestand nicht gefährdet sind.

## Möglichkeiten des Amphibienschutzes

### Dauerhafte Schutzmaßnahmen
Dauerhaften Schutz bieten folgende Maßnahmen:
- Schutz vorhandener Lebensräume vor Überbauung (Verkehrswege, Zersiedelung) und Kanalisierung in Form von Wanderbarrieren
- Bau fester Schutzeinrichtungen an Straßen, das sind Zäune, die die wandernden Amphibien zu festen Durchgängen unter der Straße leiten (so genannte „Krötentunnel“)
- Errichtung von „Ersatzlaichgewässern“, die einen ungefährlichen Weg für die Tiere ermöglichen.
- Beseitigung und Entschärfung von Todesfallen im Bereich von Gebäuden, wie Lichtschächte vor Kellerfenstern und außenliegende Kellerabgänge. Amphibien die in Lichtschächte fallen, können aus diesen aufgrund der steilen, häufig auch glatten Wände nicht mehr entkommen, aber auch die Stufen von Kellerabgängen können schwer zu überwindende Barrieren darstellen (regelmäßige Kontrollen auf gefangene Tiere). Lichtschächte können durch feinmaschiges Drahtgewebe abgedeckt werden.
- ökologisch verträgliche Landwirtschaft
- ordnungsgerechte Entsorgung von Müll und Giftstoffen

### Vorübergehende Schutzmaßnahmen

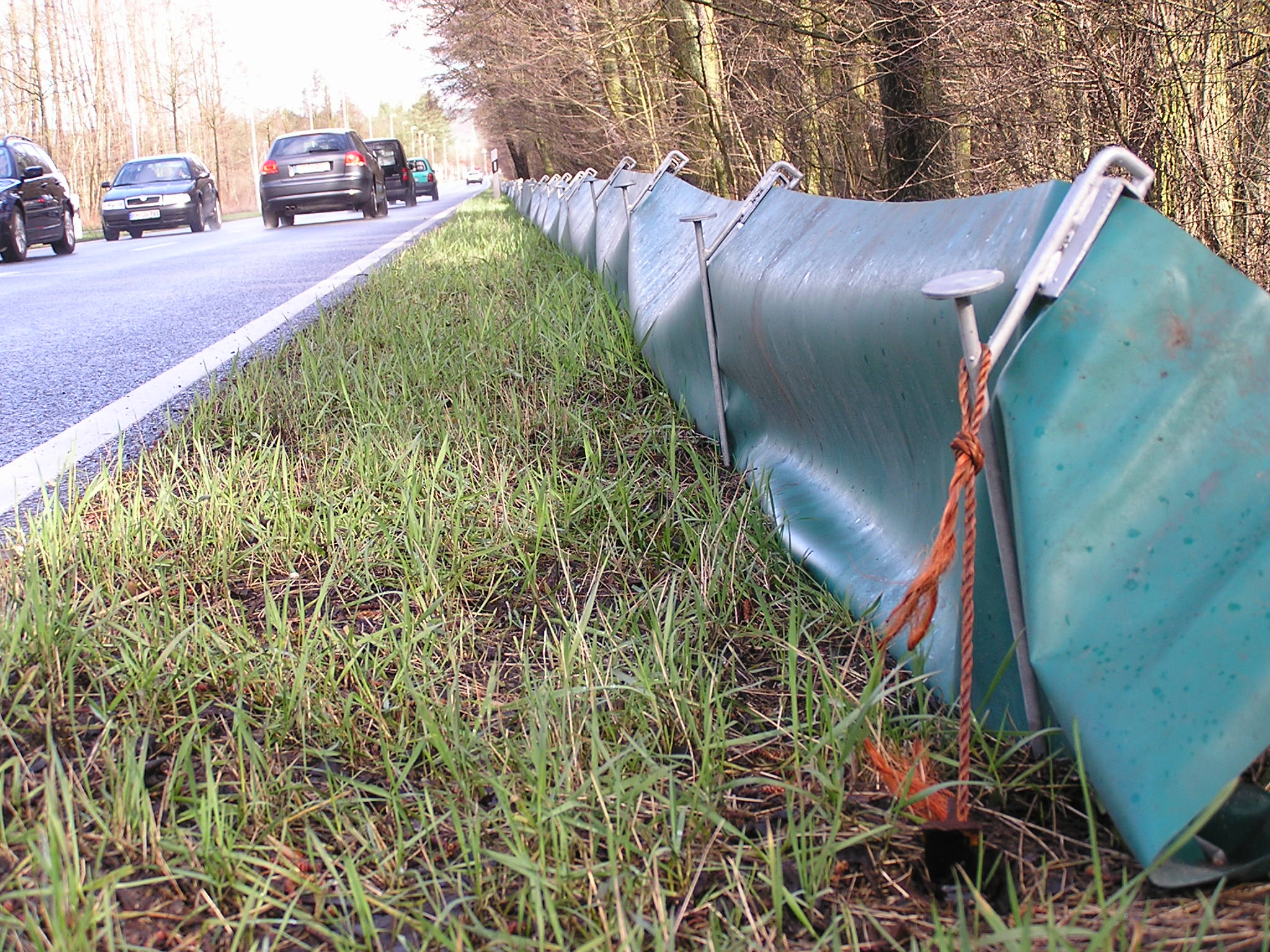
Krötenzaun am NSG Exerzierplatz in Erlangen

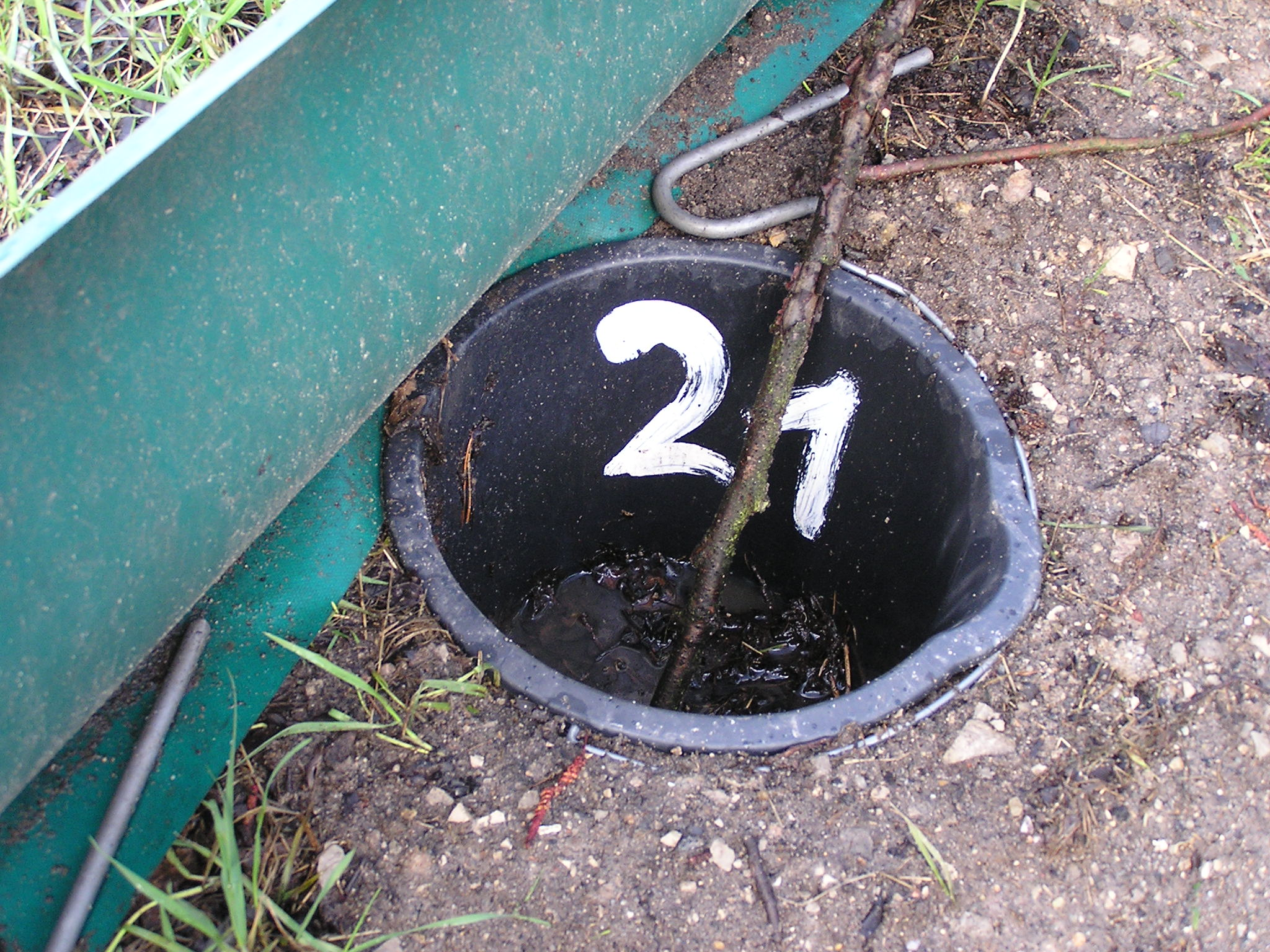
Sammeleimer außen am Krötenzaun

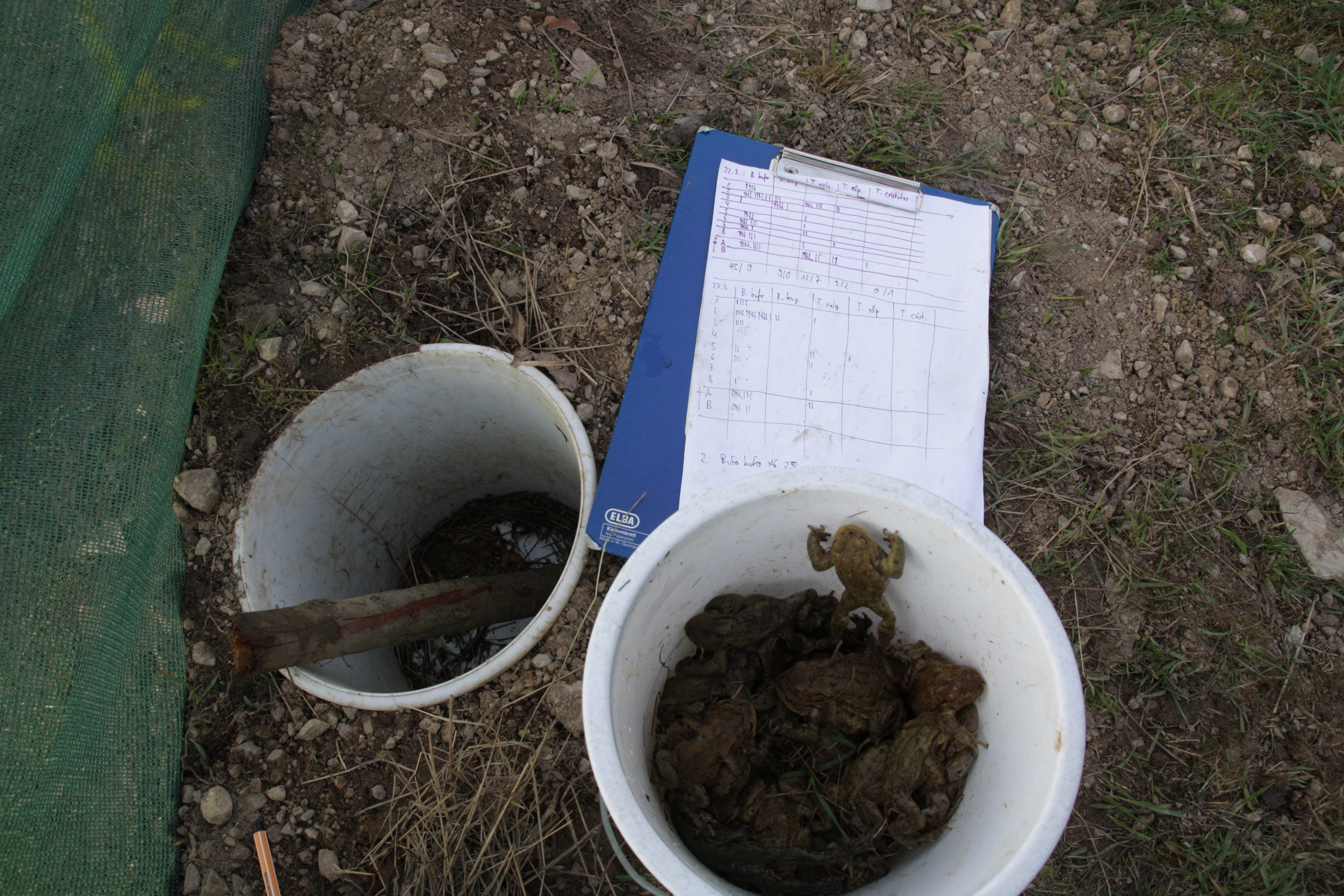
Absammeln der Eimer

Wenn es nicht möglich ist, fest installierte bzw. dauerhafte Schutzmaßnahmen zu treffen, werden in der Regel kurzzeitige Schutzmaßnahmen ergriffen. Dies betrifft vor allem den Schutz von über Straßen wandernden Amphibien. Das ist vermutlich auch auf wenig befahrenen Anliegerstraßen ratsam. In einer Studie wurde der Verdacht geäußert, dass Amphibien beim Überfahren, aufgrund des durch die Fahrzeugpassage erzeugten Unterdrucks, auch dann sterben, wenn sie von den Rädern des Autos verfehlt werden, sobald die Geschwindigkeit etwa 30 km/h überschreitet. Dies wird allerdings von anderen Untersuchern in Zweifel gezogen.
Krötenzäune
Beispielsweise werden zur Hauptwanderungszeit so genannte Krötenzäune aufgebaut. Dabei werden zuerst im Zwei-Schritte-Abstand speziell geformte Metallstangen in den Boden gesteckt. In diese wird eine Plastikplane eingefädelt, die ungefähr 40 cm hoch ist, sodass sie am unteren Ende dicht am Boden aufliegt. In regelmäßigen Abständen werden Eimer im Boden bündig versenkt. Die wandernden Amphibien laufen auf der Suche nach einem Durchlass außen am Zaun entlang und fallen in die Eimer.
Die Betreuung dieser Amphibienschutzzäune übernehmen oft freiwillige Helfer. Sie leeren frühmorgens und in der Abenddämmerung die Eimer und bringen die Molche, Kröten und Frösche über die Straße. Dabei werden die Tiere gezählt, um einen Überblick über die Population (Zahl der Tiere pro Art, Populationsschwankungen) zu erhalten.
Amphibienwarnzeichen
In Deutschland soll das Anbringen des Verkehrszeichens „Amphibienwanderung“ oder „Krötenwanderung“ in der Nähe eines Laichplatzes während der Hauptwanderung das Risiko der Tiere vor dem Tod im Straßenverkehr mindern. Dieses Zeichen mit einem Froschsymbol kann an Straßenabschnitten mit bekannten Amphibienwanderrouten installiert werden und dient dem Schutz insbesondere vor dem Kraftverkehr während die Lurche langsam die Fahrbahn queren. Das Verkehrszeichen soll die Verkehrsteilnehmer zur entsprechender Vorsicht und angepasstem Fahren anhalten. In der DDR war diese Schutzmaßnahme, auch in Verbindung mit Geschwindigkeitsbegrenzungen, jedoch nahezu wirkungslos, deshalb wurden zuletzt die entsprechenden Streckenabschnitte an mehreren Tagen für den Verkehr während der nächtlichen Amphibienwanderungen vollgesperrt. Doch war diese verschärfte Maßnahme zum Teil kaum praktikabel und blieb immer örtlich und zeitlich begrenzt; sie war daher weniger erfolgreich als die dauerhaften Schutzmaßnahmen. Ein Amphibienwarnzeichen kam erstmals 1970 in der Schweiz zum Einsatz.